# Elaine S. Edwards
Elaine S. Edwards (Marksville, 1929. március 8. – Denham Springs, 2018. május 14.) az Amerikai Egyesült Államok szenátora (Louisiana, 1972).